# Randonnai
Randonnai est une ancienne commune française, située dans le département de l'Orne en région Normandie, devenue le 1er janvier 2016 une commune déléguée au sein de la commune nouvelle de Tourouvre au Perche. 
La commune est le lieu de naissance de Pierre Tremblay, pionnier de la Nouvelle-France, ancêtre des Tremblay d'Amérique du Nord. 
Elle est peuplée de 703 habitants (les Randonéens).

## Géographie

### Localisation
La commune est située au nord du Perche. Son bourg est à 8 km au nord de Tourouvre, à 14 km au sud de L'Aigle, à 20 km à l'est de Moulins-la-Marche et à 23 km au sud-ouest de Verneuil-sur-Avre.
Les communes limitrophes sont Irai, Beaulieu, Bresolettes, Normandel, La Poterie-au-Perche et Les Aspres.
| Les Aspres                                       | Irai                 | Beaulieu                        |
| Bresolettes                                      | Randonnai            | Normandel, La Poterie-au-Perche |
| Bubertré (par un angle) Tourouvre (par un angle) | La Poterie-au-Perche | La Poterie-au-Perche            |

### Géologie et relief
La superficie de la commune est de 11,22 km2 ; son altitude varie de 219  à   292 mètres. 

## Toponymie
Albert Dauzat a ignoré ce nom, mais sa disciple Marie-Thérèse Morlet y a vu une formation gallo-romaine en -acum reposant sur le nom de personne germanique Rando, d'où l'étymon gallo-roman tardif *RANDONACU, « (le domaine) de Rando ».
Selon René Lepelley, ce toponyme serait issu du latin arundo, « roseau », et signifierait « endroit où il pousse des roseaux ». Cette interprétation se heurte néanmoins à quelques difficultés d'ordre phonétique (évolution [u] > [a]) ; il n'existe en outre aucune trace probante de l'aphérèse *ARUNDONETU > *RUNDONETU. Enfin, ce mot latin n'a laissé aucune trace en Normandie.
Ernest Nègre, comme Albert Dauzat, ne mentionne pas ce toponyme dans sa Toponymie générale de la France.
Selon Xavier Delamarre, il s'agirait d'un toponyme dérivé du mot gaulois *randa « frontière », « limite ». Randonnai serait alors issu de *randonacum, « le domaine frontière ». Cette explication semble confirmée par le fait que le village se situe effectivement au point de rencontre des diocèses de Sées (ancien territoire des Esuvii), d’Évreux (ancien territoire des Eburovices) et de Chartres (ancien territoire des Carnutes).

## Histoire

### Révolution française et Empire
Lors de la création des communes sous la Révolution,  en 1791, l'ancienne paroisse de Conturbie aurait été rattachée à Randonnai,. 
La paroisse, attestée dès 1173 sous la forme Contrabis, apparaît pour la dernière fois en tant que telle sur la carte de Cassini. Ce n'est plus qu'un lieu-dit sur la carte de l'IGN.

### Industries et vie économique
De nombreuses usines et activités de transformation des matières « ferreuses » ont été présentes sur le site du village et des environs depuis plusieurs siècles (dont la commune proche du chef-lieu de canton Tourouvre, mais également celle d'Irai).
La principale entreprise de Randonnai a été durant de longues années La Société des fonderies et ateliers de Randonnai, connue sous le sigle SFAR, créée à Randonnai en 1929 par André Métra.
La SFAR est rapidement devenue une des entreprises clés du canton, et son histoire est étroitement mêlée à celle du village. Employant plus de 800 personnes dans les années 60 / 70, spécialisée dans la fonderie de pièces techniques de grandes dimensions destinées aux marchés de l'automobile et plus particulièrement du machinisme agricole (tracteurs).
La SFAR a ainsi fourni des blocs-moteurs en fonte, des corps de boîtes de vitesses et d’embrayage à SOMECA, Fergusson, John Deere et surtout à l’entreprise américaine Ford de Détroit. Tout en conservant une activité historique de fabrication de réservoirs de chasse d’eau qui à l’époque étaient réalisées en fonte.
À sa fermeture en 1982, la SFAR comptait encore presque 400 salariés.
La société originelle SFAR s'est agrandie au fur et à mesure des années, avec une activité de fonderie de bronze (Pontchardon à côté de Vimoutiers plus au nord, et toujours dans l'Orne), une fonderie d’aluminium à Houilles dans les Yvelines (à l'époque en Seine-et-Oise). Son siège social a été localisé à Bezons dans les années 1970.

## Politique et administration

### Rattachements administratifs et électoraux
Randonnai se trouvait depuis 19426 dans l'arrondissement de Mortagne-au-Perche du département de l'Orne.  
Elle faisait partie depuis 1793 du canton de Tourouvre. Dans le cadre du redécoupage cantonal de 2014 en France, cette circonscription administrative territoriale a disparu, et le canton n'est plus qu'une circonscription électorale. Randonnai est alors rattaché à un nouveau canton de Tourouvre au Perche porté de 15 à 41 communes.

### Intercommunalité
Randonnai était membre de la petite  communauté de communes du Haut-Perche, un établissement public de coopération intercommunale (EPCI) à fiscalité propre créé fin 1995 et auquel elle avait transféré un certain nombre de ses compétences, dans les conditions déterminées par le code général des collectivités territoriales.
Dans le cadre des dispositions de la loi portant nouvelle organisation territoriale de la République du 7 août 2015, qui prévoit que les établissements publics de coopération intercommunale (EPCI) à fiscalité propre doivent avoir un minimum de 15 000 habitants, cette intercommunalité a fusionné avec la communauté de communes du Pays de Longny-au-Perche pour former, le 1er janvier 2017, la communauté de communes des Hauts du Perche dont Randonnai était membre jusqu'à sa fusion dans Tourouvre au Perche. 

### Administration municipale
Jusqu'à la fusion et compte-tenu de la population de Randonnai, son conseil municipal était constitué de 15 membres, y compris le maire et ses adjoints.
Les conseillers lors des élections municipales de 2014 intègrent au complet le conseil municipal de Tourouvre au Perche le 1er janvier 2016 jusqu'aux élections municipales de 2020. 

### Liste des maires
| Période                                  | Période       | Identité                                     | Étiquette | Qualité                                                                   |
| ---------------------------------------- | ------------- | -------------------------------------------- | --------- | ------------------------------------------------------------------------- |
| Les données manquantes sont à compléter. |               |                                              |           |                                                                           |
|                                          |               |                                              |           |                                                                           |
| 1807                                     | 1815          | Guillaume Pierre Marais                      |           |                                                                           |
| 1815                                     | 1818          | Léonard Anne François Filleul                |           |                                                                           |
| 1818                                     | 1830          | Louis de Moucheron                           |           |                                                                           |
| 1830                                     | 1840          | Louis Henri Leroux                           |           |                                                                           |
| 1840                                     | 1846          | Charles Gabriel Hippolyte Fontaine           |           |                                                                           |
| 1847                                     | 1848          | Louis Alfred de Soulanges                    |           |                                                                           |
| 1848                                     | 1855          | Charles Mare                                 |           |                                                                           |
| 1855                                     | 1872          | Gabriel Marie Gustave Paulmier               |           |                                                                           |
| 1873                                     | 1876          | Charles Henry Pajot                          |           |                                                                           |
| 1877                                     | 1883          | Jean Louis Théodore Mare                     |           |                                                                           |
| 1884                                     | 1885          | Édouard Leturc                               |           |                                                                           |
| 1885                                     | 1891          | Auguste Alexis Baron                         |           |                                                                           |
| 1891                                     | 1892          | Louis Bernard Royer                          |           |                                                                           |
| 1892                                     | 1896          | Toussaint François Eustache Septier          |           |                                                                           |
| 1896                                     | 1903          | Gaston Louis François Antoine de Bras de Fer |           |                                                                           |
|                                          |               |                                              |           |                                                                           |
| 1911                                     | 1919          | Anatole Gaillon                              |           | Pêcheur                                                                   |
|                                          |               |                                              |           |                                                                           |
|                                          | 1967          | Émile René                                   |           |                                                                           |
| 1967                                     | 1983          | André Métra                                  |           | Chef d'entreprise                                                         |
| mars 1983                                | mars 1989     | Serge Sabatier                               |           |                                                                           |
| mars 1989                                | mars 2008     | François Guesdon                             |           | Cadre supérieur à la RATP Vice-président de la CC du Haut-Perche[Quand ?] |
| mars 2008                                | décembre 2015 | Francis Pilfert,                             |           | Chef d'entreprise                                                         |

| Période      | Période                       | Identité              | Étiquette | Qualité           |
| ------------ | ----------------------------- | --------------------- | --------- | ----------------- |
| janvier 2016 | mai 2020                      | Francis Pilfert       |           | Chef d'entreprise |
| mai 2020     | En cours (au 14 janvier 2025) | Jean-Jacques Bouttier | EXG       |                   |

## Population et société

### Démographie
En 2021, la commune comptait 703 habitants. Depuis 2004, les enquêtes de recensement dans les communes de moins de 10 000 habitants ont lieu tous les cinq ans (en 2004, 2009, 2014, etc. pour Randonnai) et les chiffres de population municipale légale des autres années sont des estimations.
Randonnai a compté jusqu'à 1 458 habitants en 1975.
| 1793 | 1800 | 1806 | 1821 | 1836 | 1841 | 1846 | 1851 | 1856 |
| ---- | ---- | ---- | ---- | ---- | ---- | ---- | ---- | ---- |
| 509  | 497  | 487  | 654  | 656  | 646  | 680  | 641  | 638  |

| 1861 | 1866 | 1872 | 1876 | 1881 | 1886 | 1891 | 1896 | 1901 |
| ---- | ---- | ---- | ---- | ---- | ---- | ---- | ---- | ---- |
| 630  | 630  | 542  | 550  | 649  | 559  | 548  | 614  | 631  |

| 1906 | 1911 | 1921 | 1926 | 1931 | 1936 | 1946 | 1954 | 1962 |
| ---- | ---- | ---- | ---- | ---- | ---- | ---- | ---- | ---- |
| 657  | 652  | 647  | 588  | 610  | 600  | 590  | 583  | 746  |

| 1968 | 1975  | 1982  | 1990 | 1999 | 2004 | 2009 | 2014 | 2019 |
| ---- | ----- | ----- | ---- | ---- | ---- | ---- | ---- | ---- |
| 942  | 1 458 | 1 305 | 935  | 817  | 800  | 814  | 712  | 726  |

## Culture locale et patrimoine

### Lieux et monuments
- Église Saint-Malo du XVIe siècle. Elle abrite plusieurs œuvres classées à titre d'objets aux Monuments historiques dont un retable classique avec toiles de Saint André et Saint Sébastien[25].
- Manoir de Belle Perche.
- Ruine de l'ancienne église paroissiale de Conturbie, dédiée à sainte Marie-Madeleine.
- Forêt du Perche et réserve naturelle régionale de la Clairière forestière de Bresolettes.

### Personnalités liées à la commune
- Pierre Tremblay (1626-1687), pionnier de la Nouvelle-France, ancêtre des Tremblay du Québec et d'Amérique du Nord, originaire de Randonnai.

### Héraldique
| Blason de Randonnai | Blason  | Écartelé : au premier d'azur semé d'étoiles d'argent aux deux annelets entrelacés d'or brochant sur le tout, au deuxième d'argent aux trois chevrons de gueules, au troisième d'argent à la feuille d'érable de sinople, au quatrième de sinople au cerf d'or. |
| Blason de Randonnai | Détails | |

### Blason populaire
- Conturbie, Bresolettes et Prépotin / Ne peuvent à elles trois nourrir un lapin[27]. — Allusion à la stérilité et donc la pauvreté du terroir, selon Alfred Canel[27]. Il est probable que ce blason évoque plutôt l’exiguïté initiale du territoire des trois anciennes paroisses.
- Conturbie, douze habitants, treize voleurs, en comptant le curé[28]. — Même remarque.

## Pour approfondir